# Action directe (droit)
Pour les articles homonymes, voir Action directe (homonymie).
En droit civil, l'action directe est le fait pour un créancier d'agir en justice en son nom et pour son compte contre le débiteur de son débiteur.

## Droit français
En droit français, l'article 1341-3 du Code Civil traite de l'action directe. Si le tiers accepte de payer alors le paiement n'est valable qu'entre les mains du créancier auteur de l'action. Ce dernier ne sera pas en concurrence avec les autres créanciers du débiteur. L'action directe crée une préférence auprès d'un créancier.

## Droit québécois
En droit québécois, un exemple d'action directe est l'action par la victime contre l'assureur de l'auteur du dommage. Les articles 2500 à 2502 du Code civil du Québec donnent au tiers lésé la possibilité de poursuivre directement l'assureur. L'art. 2628 C.c.Q. prévoit que la même règle s'applique à l'assurance maritime.
L'art. 2141 (2) C.c.Q. dispose que « dans tous les cas, le mandant a une action directe contre la personne que le mandataire s’est substituée ».